# غردينية بابويانية
غردينية بابويانية (الاسم العلمي:Gardenia papuana) هي نوع من النباتات يتبع جنس غردينية من الفصيلة الفوية. سمي هذا النوع نسبةً إلى بابوا غينيا الجديدة.